# Репаглинид
Репаглинид — противодиабетический препарат, был изобретен в 1983 году. Репаглинид является оральным препаратом, применяемый в дополнение к диете и физическим нагрузкам для контроля уровня сахара в крови, при сахарном диабете 2 типа. Механизм действия Репаглинида предполагает повышать высвобождение инсулина из β-островковых клеток поджелудочной железы; как и у других антидиабетических препаратов, основным побочным эффектом является гипогликемия. Препарат продается компанией Ново Нордиск под названием Prandin в США, GlucoNorm в Канаде, Surepost в Японии, Репаглинид в Египет компанией «Иифи», и NovoNorm в другом месте. В Японии он выпускается Dainippon Sumitomo Pharma.

## Медицинское использование
Репаглинид является оральным препаратом, применяемым в дополнение к диете и физическим нагрузкам для контроля уровня сахара в крови при сахарном диабете 2 типа.

## Противопоказания
Репаглинид противопоказан людям с:
1. Диабетическим кетоацидозом
2. Сахарный диабет 1 типа
3. Одновременное применение с гемфиброзилом
4. С Гиперчувствительностью к препарату или неактивным ингредиентам[1]

## Побочные действия
Общие побочные действия включают:
Метаболические —
- Гипогликемия (31 %)

Дыхательные —
- Инфекция верхних дыхательных путей (16 %)
- Синусит (6 %)
- Ринит (3 %)

Желудочно-кишечные —
- Тошнота (5 %)
- Диарея (5 %)
- Запор (3 %)
- Рвота (3 %)

Опорно-двигательного аппарата —
- Артралгии (6 %)
- Боль в спине (5 %)

Другие —
- Головная боль (11 %)
- Парестезии (3 %)

Серьезные побочные действия включают:
- Ишемия миокарда (2 %)
- Стенокардия (1.8 %)
- Смерть по причине сердечно-сосудистых событий (0.5 %)

## Для особых групп населения
Беременность Категория C: безопасность для беременных женщин не была установлена. Данные ограничены, и есть только один случай, доклад отмечает, что никаких осложнений с применением репаглинида во время беременности не наблюдалось.
Следует относиться с осторожностью людям с заболеваниями печени и снижением функции почек, при использовании этого препарата.

## Лекарственное взаимодействие
Репаглинид является основным субстратом СУР3А4 и не следует назначать одновременно с Гемфиброзилом, Кларитромицином или азольными противогрибковыми препаратами, такими как Итраконазол и Кетоконазол. Прием репаглинида вместе с одним или более из этих препаратов приводит к повышению в плазме концентрации репаглинида и может привести к гипогликемии. Совместное управление клопидогреля и репаглинида (а на cyp2c8 ингибитор) может привести к значительному снижению уровня глюкозы в крови вследствие лекарственного взаимодействия. фактически, используя эти препараты вместе хотя бы один день может привести к серьезным гипогликемия.
Репаглинид не надо принимать в сочетании с сульфонилмочевиной, потому что они имеют одинаковый механизм действия.

## Механизм действия
Репаглинид снижает уровень глюкозы в крови путём стимуляции высвобождения инсулина из бета-клеток островка поджелудочной железы. Это достигается путём закрытия АТФ-зависимых калиевых каналов в мембране бета-клеток. Это деполяризует бета-клетки, открывая клеточные кальциевые каналы, и в результате приток кальция индуцирует секрецию инсулина.

## Фармакокинетика
Поглощение: Репаглинид имеет 56 % биодоступность при всасывании из желудочно-кишечного тракта. Биодоступность снижается при приеме с пищей; максимальная концентрация снижается на 20 %.
Распределение: связывание с белками repalglinide к альбумину составляет более 98 %.
Метаболизм: Репаглинид метаболизируется преимущественно в печени, в частности CYP450 2C8 и 3А4 и в меньшей степени через glucuronidation. Репаглинид метаболиты являются неактивными и не отображают сахароснижающих эффектов.
Выведение: Репаглинид на 90 % выделяется с калом и 8 % в моче. 0,1 % снят с мочой в неизменном виде. Менее 2 % без изменений в кале.

## История
Предшественники препарата репаглинида были изобретены в конце 1983 в Биберахе-на-рисе в южной части Германии .

## Интеллектуальная собственность
В США защищен Патентом, регистрация была сделана в марте 1990 года, который в итоге стал патентовом США 5,216,167 (июнь 1993), 5,312,924 (Май 1994) и 6,143,769 (Ноябрь 2000). После